# Žid Süß (film, 1940)
Žid Süß (německy Jud Süß) je film z roku 1940, který byl natočen nacistickým Německem jako propagandistický snímek podporující antisemitismus. Film režíroval Veit Harlan, v hlavních rolích hráli Ferdinand Marian a Harlanova manželka Kristina Söderbaumová. Film byl částečně založen na starším románu stejného jména z roku 1827 Wilhelma Hauffa. Míra inspirace stejnojmenným románem z roku 1925 Liona Feuchtwangera, který byl zcela jiného vyznění, je sporná. Ani romány ani film příliš neodpovídají skutečnému životu Josepha Süße Oppenheimera.
Nacistický ministr propagandy Joseph Goebbels, který zařídil vyrobení filmu, byl filmem velmi potěšen a premiéru v paláci UFA v Berlíně sledoval posazen vedle režiséra. Heinrich Himmler nařídil členům SS a policie, aby film zhlédli. V rámci Německa měl film velký úspěch, vidělo jej 20 miliónů diváků.
Scény uctívání v synagoze a vstup Židů do Württemberska byly natáčeny v Praze, která byla v té době v rámci Protektorátu Čechy a Morava Německem okupována. Zde byl také proveden nucený nábor židovských komparsistů.